# Boșilcești, Prahova
Boșilcești este un sat în comuna Telega din județul Prahova, Muntenia, România.